# Rumex carinthiacus
Rumex carinthiacus är en slideväxtart som beskrevs av Rechinger. Rumex carinthiacus ingår i släktet skräppor, och familjen slideväxter. Inga underarter finns listade i Catalogue of Life.